# Первый флот

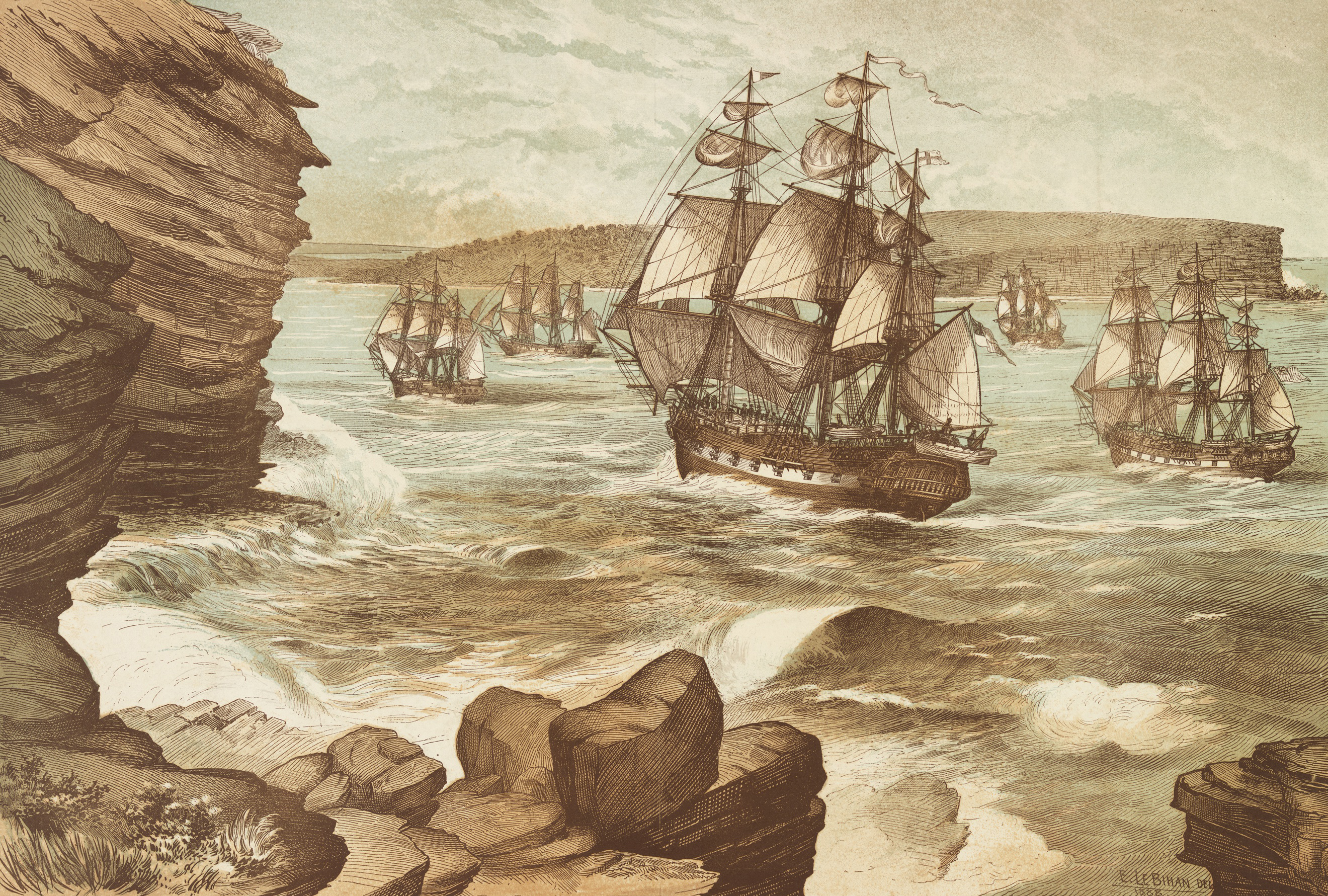
Картина Первый флот на рейде Порт-Джексона 26 января 1788 Э. Ле Бихан

Первый флот (англ. First Fleet) — название, данное флоту из 11 парусных кораблей, которые отплыли от берегов Великобритании 13 мая 1787 года с 1487 людьми на борту для того, чтобы основать первую европейскую колонию в Новом Южном Уэльсе, Австралия. Основную массу людей — 717 человек — составляли заключенные (из них 180 — женщины), отправленные на поселение за пределы основной территории Великобритании. Этот флот положил начало как перевозке заключенных из Великобритании в Австралию, так и освоению и заселению Австралии.

## История

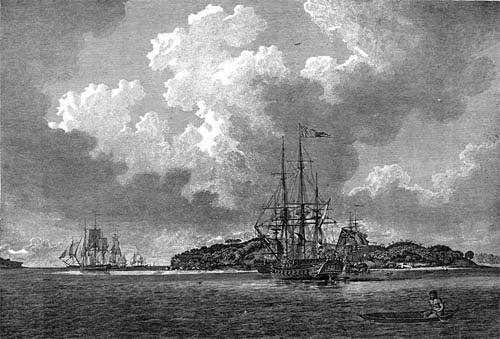
Первый флот в заливе Ботани в конце рейса в 1788 году — гравюра из книги Путешествие губернатора Филлипа в Ботани-Бей.

Первый флот состоял из двух военных кораблей (командного корабля HMS Sirius и небольшого быстроходного HMS Supply, использовавшегося для связи), шести транспортов с заключенными и трёх грузовых судов. Командующим Флотом был назначен капитан (впоследствии адмирал) Артур Филлип.
По пути в Новый Южный Уэльс Первый флот зашел в Санта-Крус (остров Тенерифе), где он простоял неделю. Затем он последовал через Рио-де-Жанейро в Кейптаун (в каждом из этих портов флот простоял по месяцу). На подходе к Тасмании флот, для ускорения, разделился на 3 группы судов — по быстроходности. Поэтому корабли достигли залива Ботани-Бей не одновременно, а в интервале между 18 и 20 января 1788 года.
Не найдя достаточных источников пресной воды и соли в заливе Ботани-Бэй, а также выяснив, что он недостаточно глубок и подвержен ветрам, капитан Артур Филлип обследовал расположенный в 12 км к северу залив Порт-Джексон. 26 января 1788 года Первый флот перешел в Порт-Джексон и бросил якорь в небольшой круглой Сиднейской бухточке (англ: Sydney cove) протяжённой 20-километровой Сиднейской бухты (англ: Sydney Harbour) разветвлённого залива Порт-Джексон. Капитан Артур Филлип объявил о присоединении к Великобритании Нового Южного Уэльса, о создании здесь первого поселения — Сиднея, и о том, что он отныне является первым губернатором Нового Южного Уэльса. Теперь этот день — национальный праздник Австралии.